# Frank Hatton
Frank Hatton (Cambridge, 28 de abril de 1846 - Washington D. C., 30 de abril de 1894) fue un político estadounidense.

## Biografía
Fue el trigésimo segundo director general de Correos de Estados Unidos bajo el mandato del presidente de Estados Unidos Chester A. Arthur (vigésimo primer presidente).
Nacido en el Estado de Ohio, trabajó en el sector de periodismo en Burlington. Después su paréntesis político trabajó para Chicago Mail, New York Press y Washington Post. Esta sepultado en el Rock Creek Cemetery.

## Carrera política
En 1881 fue nombrado Director General Ayudante durante la administración de James A. Garfield. Continuó en el cargo durante la presidencia de Chester A. Arthur.
En 1884 fue ascendido a Director General del Servicio Postal de los Estados Unidos.

## Muerte
Frank falleció el 30 de abril de 1894, dos días después de su cumpleaños N.º 48. Esta enterrado en el Rock Creek Cemetery, en Washington D. C.

## Legado
La ciudad de Hatton (Dakota del Norte) fue fundada en 1882, y es llamada así por Frank Hatton.

| Predecesor: Walter Quintin Gresham | Director General del Servicio Postal de los Estados Unidos 1884 – 1885 | Sucesor: William Freeman Vilas |